# 2106
Cette page concerne l'année 2106  du calendrier grégorien.
L'année 2106 est une année commune qui commence un vendredi.

## Autres calendriers
L’année 2106 du calendrier grégorien correspond aux dates suivantes :
- Calendrier hébraïque : 5866 / 5867 (le 1er tishri 5867 a lieu le 30 septembre 2106[1])
- Calendrier indien : 2027 / 2028 (le 1er chaitra 2028 a lieu le 22 mars 2106[1])
- Calendrier musulman : 1529 / 1530 / 1531 (le 1er mouharram 1530 a lieu le 7 janvier 2106, le 1er mouharram 1531 a lieu le 27 décembre 2106[1])
- Calendrier persan : 1484 / 1485 (le 1er farvardin 1485 a lieu le 21 mars 2106[1])
  - Jours juliens : 2 490 260,5 à 2 490 625,5[2],[1]